# Tommy Flanagan (acteur)
Tommy Flanagan (Glasgow, 3 juli 1965) is een Schots acteur. Hij is vooral bekend van zijn rol als Filip "Chibs" Telford in de serie Sons of Anarchy (2008-2014).
Flanagan werd geboren in Easterhouse, een buitenwijk van Glasgow, als derde kind in een gezin van vijf. De littekens in zijn gezicht zijn het resultaat van geweld in een nachtclub waar hij werkte als dj.
Flanagan is getrouwd en heeft een dochter (2012).

## Carrière
Zijn eerste rollen op tv waren in Screen one (1992) en Target (1993). In 1995 kreeg hij een rol in Braveheart naast Mel Gibson. Vervolgens speelde hij rollen in onder andere The Game (1997), Sunset Strip (2000), Gladiator (2000), All About the Benjamins (2002), Charlie's Angels: Full Throttle (2003), Sin City (2005), Smokin' Aces (2006), When a Stranger Calls (2006), The Last Drop (2006), Smokin' Aces 2: Assassins' Ball (2010), Guardians of the Galaxy Vol. 2 (2017) en de miniserie Attila. In 2008 kwam de eerste aflevering van Sons of Anarchy uit waarin hij de rol van Chibs speelde en in 2013 kwam de serie Peaky Blinders uit waarin hij de vader van Tommy en de andere broers speelde.
In juli 2018 werd aangekondigd dat Flanagan de rol zou gaan spelen van Alec McCullough in de Netflix-serie Wu Assassins.
- Biblioteca Nacional de España: XX4954154
- Bibliothèque nationale de France: cb16211859n (data)
- Gemeinsame Normdatei: 1152225316
- International Standard Name Identifier: 0000 0001 1762 0861
- Library of Congress Control Number: no2004099071
- Nationale Bibliotheek van Polen: a0000001862681
- Nederlandse Thesaurus van Auteursnamen: 203639626
- SNAC: w6d82z6b
- Virtual International Authority File: 48947650
- WorldCat: E39PBJcgvWfwyhhHrX9JJHqRKd